# Girolamo Murari dalla Corte

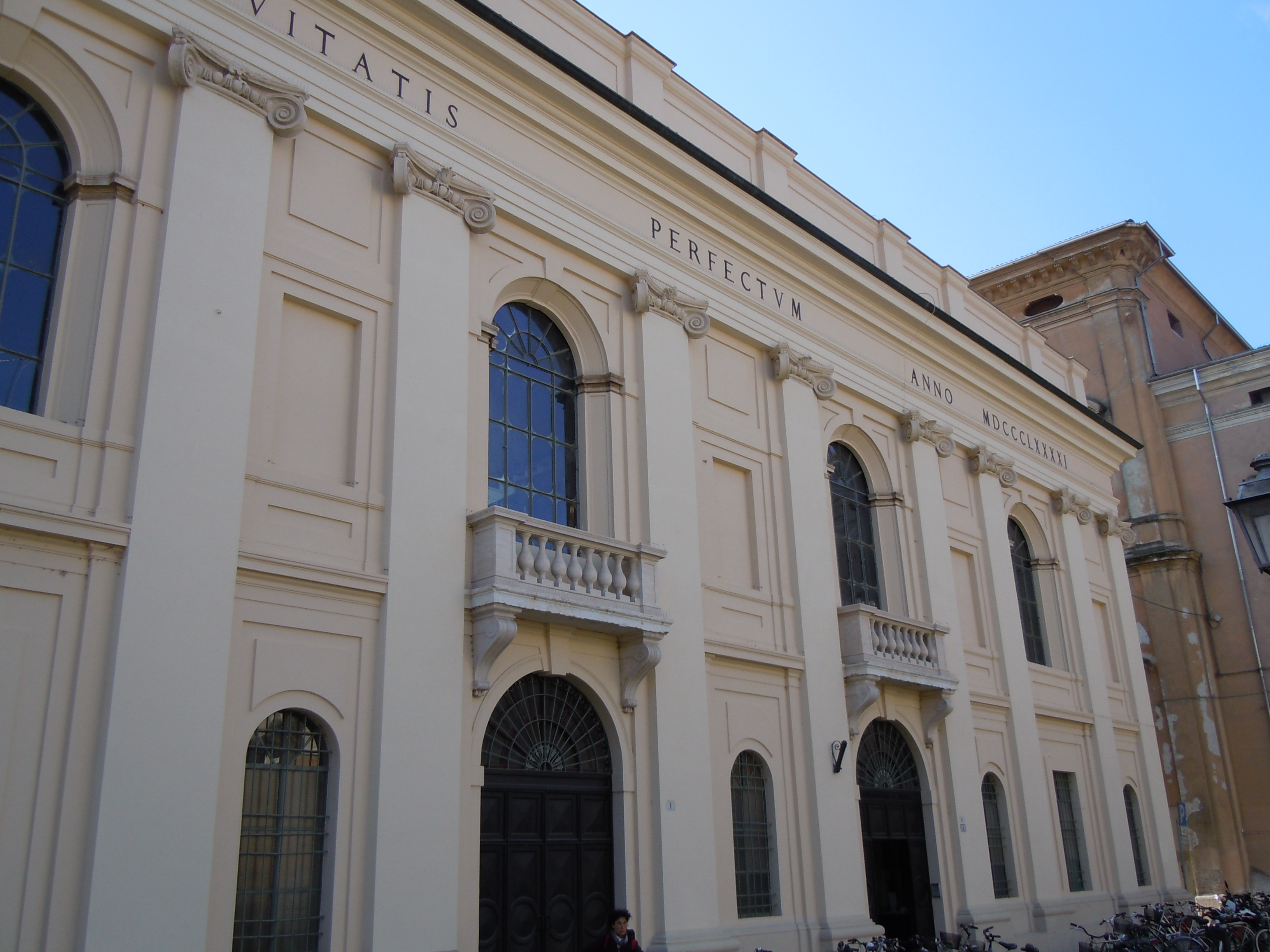
Mantova, Palazzo dell'Accademia nazionale virgiliana

Girolamo Murari dalla Corte (Mantova, 1747 – Mantova, 2 gennaio 1832) è stato un letterato italiano.

## Biografia
Era figlio del conte Ottavio, di origine veronese, e della contessa Alba Rambaldi.
Studiò italiano e latino con precettori privati a Mantova, poi a Verona, dove studiò letteratura e filosofia, dedicandosi anche alla poesia. Dal 1792 al 1798 e quindi dal 1801 al 1832 diresse la Reale Accademia di scienze, belle lettere ed arti di Mantova, fondata nel 1768.

## Opere
- Sonetti storici e filosofici, 1789[2]
- La grazia, 1793[3]
- Atti accademici, 1795
- I secoli della letteratura italiana, 1799
- Pietro il Grande Imperadore I ed autocrata di tutte le Russie, 1803[4]
- Clotilde ossia La scoperta dell’acque termali di Weissemburgo, 1813
- Visioni psicologiche e storiche, 1814
- Memorie della Reale Accademia, 1827